# Campionati del mondo di atletica leggera 2009
I Campionati del mondo di atletica leggera 2009 (in inglese 12th IAAF World Championships in Athletics Berlin 2009, in tedesco 12. IAAF Leichtathletik Weltmeisterschaften Berlin 2009) sono stati la 12ª edizione dei Campionati del mondo di atletica leggera. La competizione si è svolta dal 15 al 23 agosto nella città di Berlino, in Germania.
Le gare si sono tenute nella quasi totalità all'interno dell'Olympiastadion, stadio costruito nel 1936 e che ha subito un intervento di rinnovo costato 242 milioni di € in occasione del Campionato mondiale di calcio 2006. La maratona e le marce hanno avuto come partenza e arrivo la Porta di Brandeburgo.

## Candidatura
Berlino è stata dichiarata dalla IAAF sede dei Campionati del mondo di atletica leggera il 6 dicembre 2004 dopo la defezione di Londra nel 2001. Altre candidate erano: Spalato (Croazia), Valencia (Spagna), Brisbane (Australia), Bruxelles (Belgio), Nuova Delhi (India), Casablanca (Marocco) e Taegu (Corea del Sud).
Dopo lo svolgimento di eventi prestigiosi come i Mondiali di calcio 1974 e 2006, i Mondiali di atletica 1993, i Giochi olimpici del 1936 e del 1972, il presidente della IAAF era fiducioso di aver organizzato un evento competitivo. Per l'organizzazione sono stati stanziati 45000000 € (che includevano i costi dei viaggi e dell'accomodamento di tutti gli atleti partecipanti), e i colori che hanno accompagnato questo evento sono stati il blu e il verde.

## Partecipazione

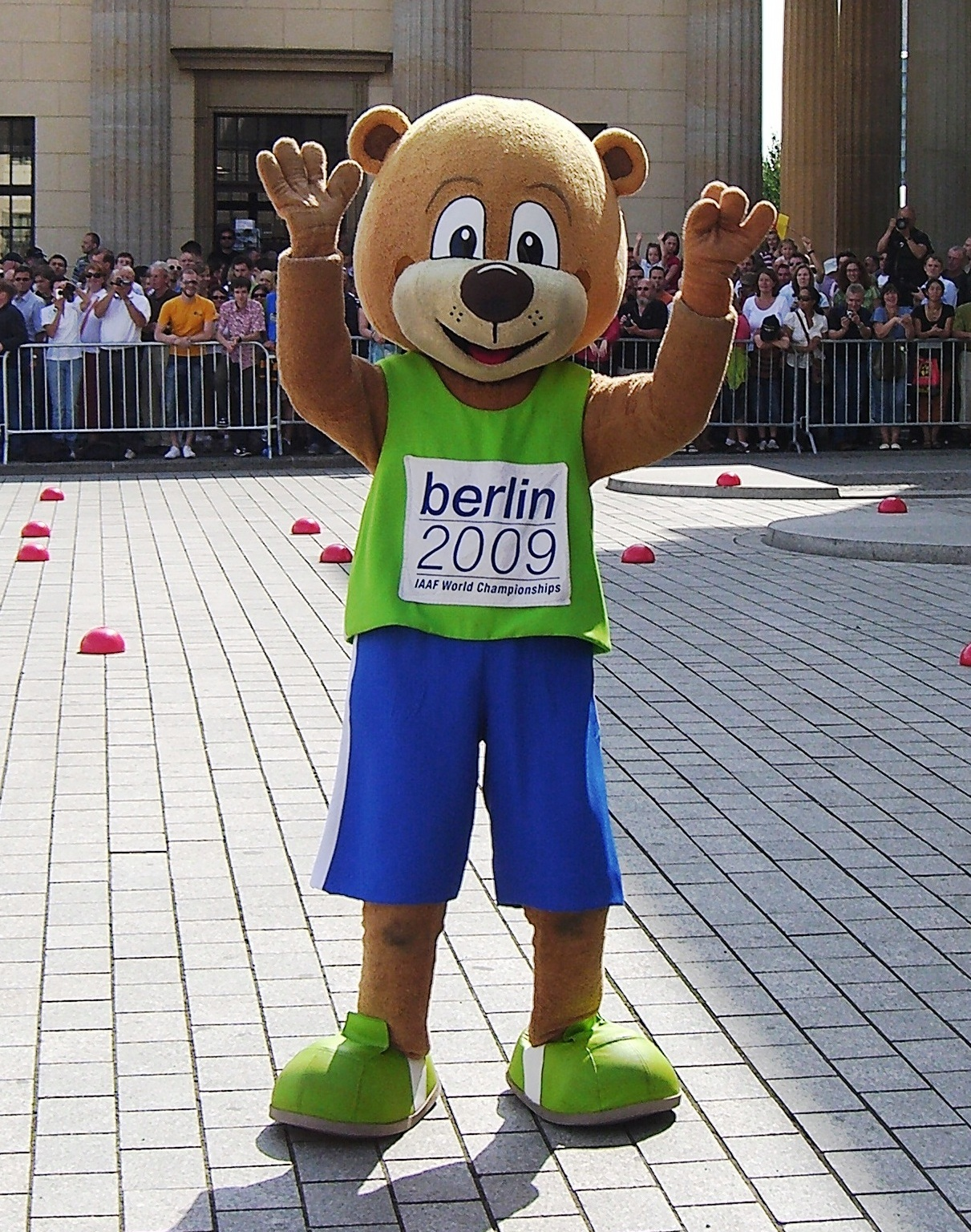
La mascotte "Berlino".

Sono iscritti 2 101 atleti (1 154 uomini e 947 donne) in rappresentanza di 202 diverse federazioni nazionali.
La partecipazione ai Campionati del mondo è subordinata al conseguimento di una prestazione valida minima in competizioni tenutesi fra il 1º gennaio 2008 (il 3 settembre 2007 per la maratona, le gare di marcia e le prove multiple) e il 3 agosto 2009, regolarmente organizzate o autorizzate dalla IAAF, dalle federazioni continentali o nazionali.

### Limiti per federazione
Ogni federazione nazionale può iscrivere un massimo di quattro atleti per ogni specialità, a patto che almeno tre abbiano conseguito il minimo A e il restante il minimo B, ma solo tre potranno prendere parte alla competizione. Nel caso non ci siano atleti che abbiano conseguito il minimo A, la federazione può iscrivere un massimo di 2 atleti titolari del minimo B, ma uno solo di questi potrà gareggiare. In quest'ottica, i campioni continentali in carica (tranne che per la maratona) sono considerati come qualificati con il minimo A, indipendentemente dalle prestazioni ottenute nel periodo di qualificazione. Nelle staffette può essere iscritta al massimo una squadra nazionale, composta al massimo da sei atleti, fra i quali devono figurare gli eventuali iscritti nelle corrispondenti gare individuali. Il campione del mondo in carica è iscritto di diritto e non rientra nelle quote di atleti disponibili per una singola nazione.
Le federazioni che in una specialità non hanno alcun atleta in possesso del minimo B, possono iscrivere al massimo un atleta, tranne che per i 3000 m siepi, i 10000 m e le prove multiple (decathlon ed eptathlon); le iscrizioni ai concorsi (salti e lanci) sono soggette all'approvazione dei delegati tecnici della IAAF. A queste restrizioni non è soggetta la Germania, in quanto paese ospitante.

### Limiti di età
Gli atleti nati prima del 1º gennaio 1990 possono partecipare a tutte le specialità; quelli nati nel 1990 e nel 1991 sono esclusi dalla maratona e dalla marcia 50 km; gli atleti delle classi 1992 e 1993 non possono gareggiare nel lancio del martello maschile, nel decathlon, nei 10000 m, nella maratona e nella marcia. Tutti gli atleti nati dal 1º gennaio 1994 compreso in poi non possono gareggiare in alcuna specialità.

### Minimi di qualificazione
| Specialità             | Uomini      | Uomini      | Donne       | Donne       |
| Specialità             | A           | B           | A           | B           |
| ---------------------- | ----------- | ----------- | ----------- | ----------- |
| 100 m                  | 10"21       | 10"28       | 11"30       | 11"40       |
| 200 m                  | 20"59       | 20"75       | 23"00       | 23"30       |
| 400 m                  | 45"55       | 45"95       | 51"50       | 52"30       |
| 800 m                  | 1'45"40     | 1'46"60     | 2'00"00     | 2'01"30     |
| 1 500 m                | 3'36"20     | 3'39"30     | 4'06"00     | 4'09"00     |
| 5 000 m                | 13'20"00    | 13'29"00    | 15'10"00    | 15'25"00    |
| 10 000 m               | 27'47"00    | 28'12"00    | 31'45"00    | 32'20"00    |
| 100 hs                 | -           | -           | 12"96       | 13"11       |
| 110 hs                 | 13"55       | 13"62       | -           | -           |
| 400 hs                 | 49"25       | 49"80       | 55"40       | 56"55       |
| 3 000 siepi            | 8'25"00     | 8'33"50     | 9'40"00     | 9'48"00     |
| Maratona               | 2h18'00"    | 2h18'00"    | 2h43'00"    | 2h43'00"    |
| Marcia 20 km           | 1h22'30"    | 1h24'20"    | 1h33'30"    | 1h38'00"    |
| Marcia 50 km           | 3h58'00"    | 4h09'00"    | -           | -           |
| Salto con l'asta       | 5,70 m      | 5,55 m      | 4,45 m      | 4,35 m      |
| Salto in alto          | 2,31 m      | 2,28 m      | 1,95 m      | 1,91 m      |
| Salto in lungo         | 8,15 m      | 8,05 m      | 6,72 m      | 6,62 m      |
| Salto triplo           | 17,10 m     | 16,65 m     | 14,20 m     | 14,00 m     |
| Getto del peso         | 20,30 m     | 19,90 m     | 18,20 m     | 17,20 m     |
| Lancio del disco       | 64,50 m     | 62,50 m     | 62,00 m     | 58,50 m     |
| Lancio del martello    | 77,50 m     | 74,30 m     | 70,00 m     | 67,50 m     |
| Lancio del giavellotto | 81,00 m     | 78,00 m     | 61,00 m     | 59,00 m     |
| Decathlon              | 8 000 punti | 7 730 punti | -           | -           |
| Eptathlon              | -           | -           | 6 100 punti | 5 900 punti |
| Staffetta 4×100 m      | 39"10       | 39"10       | 43"90       | 43"90       |
| Staffetta 4×400 m      | 3'03"30     | 3'03"30     | 3'31"00     | 3'31"00     |

## Programma
Le gare si sono svolte sull'arco di nove giorni, dal 15 al 23 agosto 2009. Ogni giorno di competizione è articolato su due sessioni, una mattutina e una serale; fa eccezione il giorno 17 agosto nel quale non ci sano state gare nella sessione mattutina.

### Sessioni di gara
Generalmente le sessioni mattutine e serali sono iniziate rispettivamente alle ore 10:00 e 18:00 UTC+2. Fanno eccezione le sessioni mattutine dei giorni 21, 22 e 23 che hanno previsto lo svolgimento di una sola competizione (marcia 50 km uomini e maratone) e l'ultima sessione serale, al termine della quale si è svolta la cerimonia di chiusura.
| Sessione  | Agosto 2009 | Agosto 2009 | Agosto 2009 | Agosto 2009 | Agosto 2009 | Agosto 2009 | Agosto 2009 | Agosto 2009 | Agosto 2009 |
| Sessione  | 15          | 16          | 17          | 18          | 19          | 20          | 21          | 22          | 23          |
| --------- | ----------- | ----------- | ----------- | ----------- | ----------- | ----------- | ----------- | ----------- | ----------- |
| Mattutina | 10:00       | 10:00       | -           | 10:00       | 10:00       | 10:00       | 9:00        | 11:45       | 11:15       |
| Serale    | 17:45       | 18:00       | 18:00       | 18:00       | 18:00       | 18:00       | 17:00       | 18:00       | 16:00       |

### Calendario
Sono in programma 47 gare, 24 maschili e 23 femminili; il programma femminile è ridotto rispetto a quello maschile per la mancanza della marcia 50 km. Con l'eccezione dei 10 000 m, delle prove su strada e delle prove multiple, ogni competizione è articolata su più turni. Le prove multiple si svolgono, come da tradizione, nell'arco di due giornate consecutive.
| Data                   | 15 | 15 | 16 | 16   | 17 | 17 | 18 | 18 | 19 | 19 | 20 | 20   | 21 | 21 | 22 | 22 | 23 | 23 |
| Evento                 |    |    |    |      |    |    |    |    |    |    |    |      |    |    |    |    |    |    |
| ---------------------- | -- | -- | -- | ---- | -- | -- | -- | -- | -- | -- | -- | ---- | -- | -- | -- | -- | -- | -- |
| 100 m                  | B  | B  |    | SF F |    |    |    |    |    |    |    |      |    |    |    |    |    |    |
| 200 m                  |    |    |    |      |    |    | B  | B  |    | SF |    | F    |    |    |    |    |    |    |
| 400 m                  |    |    |    |      |    |    | B  |    |    | SF |    |      |    | F  |    |    |    |    |
| 800 m                  |    |    |    |      |    |    |    |    |    |    | B  |      |    | SF |    |    |    | F  |
| 1 500 m                |    | B  |    |      |    | SF |    |    |    | F  |    |      |    |    |    |    |    |    |
| 5 000 m                |    |    |    |      |    |    |    |    |    |    |    | B    |    |    |    |    |    | F  |
| 10 000 m               |    |    |    |      |    | F  |    |    |    |    |    |      |    |    |    |    |    |    |
| 110 m hs               |    |    |    |      |    |    |    |    | B  |    |    | SF F |    |    |    |    |    |    |
| 400 m hs               |    | B  |    | SF   |    |    |    | F  |    |    |    |      |    |    |    |    |    |    |
| 3 000 m siepi          |    |    | B  |      |    |    |    | F  |    |    |    |      |    |    |    |    |    |    |
| Maratona               |    |    |    |      |    |    |    |    |    |    |    |      |    |    | F  |    |    |    |
| Marcia 20 km           | F  |    |    |      |    |    |    |    |    |    |    |      |    |    |    |    |    |    |
| Marcia 50 km           |    |    |    |      |    |    |    |    |    |    |    |      | F  |    |    |    |    |    |
| Salto con l'asta       |    |    |    |      |    |    |    |    |    |    | Q  |      |    |    |    | F  |    |    |
| Salto in alto          |    |    |    |      |    |    |    |    | Q  |    |    |      |    | F  |    |    |    |    |
| Salto in lungo         |    |    |    |      |    |    |    |    |    |    |    | Q    |    |    |    | F  |    |    |
| Salto triplo           |    |    |    | Q    |    |    |    | F  |    |    |    |      |    |    |    |    |    |    |
| Getto del peso         | Q  | F  |    |      |    |    |    |    |    |    |    |      |    |    |    |    |    |    |
| Lancio del disco       |    |    |    |      |    |    | Q  |    |    | F  |    |      |    |    |    |    |    |    |
| Lancio del martello    | Q  |    |    |      |    | F  |    |    |    |    |    |      |    |    |    |    |    |    |
| Lancio del giavellotto |    |    |    |      |    |    |    |    |    |    |    |      |    | Q  |    |    |    | F  |
| Decathlon              |    |    |    |      |    |    |    |    | F  | F  | F  | F    |    |    |    |    |    |    |
| 4×100 m                |    |    |    |      |    |    |    |    |    |    |    |      |    | B  |    | F  |    |    |
| 4×400 m                |    |    |    |      |    |    |    |    |    |    |    |      |    |    |    | B  |    | F  |

| P | Batterie preliminari | B | Batterie | Q | Qualificazioni | SF | Semifinali | F | Finale |

| Data                   | 15 | 15 | 16 | 16 | 17 | 17   | 18 | 18 | 19 | 19   | 20 | 20 | 21 | 21 | 22 | 22 | 23 | 23 |
| Evento                 |    |    |    |    |    |      |    |    |    |      |    |    |    |    |    |    |    |    |
| ---------------------- | -- | -- | -- | -- | -- | ---- | -- | -- | -- | ---- | -- | -- | -- | -- | -- | -- | -- | -- |
| 100 m                  |    |    | B  | B  |    | SF F |    |    |    |      |    |    |    |    |    |    |    |    |
| 200 m                  |    |    |    |    |    |      |    |    |    | B    |    | SF |    | F  |    |    |    |    |
| 400 m                  | B  |    |    |    |    | SF   |    | F  |    |      |    |    |    |    |    |    |    |    |
| 800 m                  |    |    | B  |    |    | SF   |    |    |    | F    |    |    |    |    |    |    |    |    |
| 1 500 m                |    |    |    |    |    |      | B  |    |    |      |    |    |    | SF |    |    |    | F  |
| 5 000 m                |    |    |    |    |    |      |    |    | B  |      |    |    |    |    |    | F  |    |    |
| 10 000 m               |    | F  |    |    |    |      |    |    |    |      |    |    |    |    |    |    |    |    |
| 100 m hs               |    |    |    |    |    |      |    | B  |    | SF F |    |    |    |    |    |    |    |    |
| 400 m hs               |    |    |    |    |    | B    |    | SF |    |      |    | F  |    |    |    |    |    |    |
| 3 000 m siepi          | B  |    |    |    |    | F    |    |    |    |      |    |    |    |    |    |    |    |    |
| Maratona               |    |    |    |    |    |      |    |    |    |      |    |    |    |    |    |    | F  |    |
| Marcia 20 km           |    |    | F  |    |    |      |    |    |    |      |    |    |    |    |    |    |    |    |
| Salto con l'asta       |    | Q  |    |    |    | F    |    |    |    |      |    |    |    |    |    |    |    |    |
| Salto in alto          |    |    |    |    |    |      | Q  |    |    |      |    | F  |    |    |    |    |    |    |
| Salto in lungo         |    |    |    |    |    |      |    |    |    |      |    |    |    | Q  |    |    |    | F  |
| Salto triplo           | Q  |    |    |    |    | F    |    |    |    |      |    |    |    |    |    |    |    |    |
| Getto del peso         |    |    | Q  | F  |    |      |    |    |    |      |    |    |    |    |    |    |    |    |
| Lancio del disco       |    |    |    |    |    |      |    |    | Q  |      |    |    |    | F  |    |    |    |    |
| Lancio del martello    |    |    |    |    |    |      |    |    |    |      | Q  |    |    |    |    | F  |    |    |
| Lancio del giavellotto |    |    | Q  |    |    |      |    | F  |    |      |    |    |    |    |    |    |    |    |
| Eptathlon              | F  | F  | F  | F  |    |      |    |    |    |      |    |    |    |    |    |    |    |    |
| 4×100 m                |    |    |    |    |    |      |    |    |    |      |    |    |    |    | B  | F  |    |    |
| 4×400 m                |    |    |    |    |    |      |    |    |    |      |    |    |    |    |    | B  |    | F  |

## Medagliati

### Uomini
| Specialità | Oro                                                                                                   | Prestazione | Argento                                                                                      | Prestazione | Bronzo                                                                              | Prestazione   |
| Corse piane | |             |                                                                                              |             |                                                                                     |               |
| 100 m (dettagli) | Usain Bolt                                                                                            | 9"58        | Tyson Gay                                                                                    | 9"71        | Asafa Powell                                                                        | 9"84          |
| 200 m (dettagli) | Usain Bolt                                                                                            | 19"19       | Alonso Edward                                                                                | 19"81       | Wallace Spearmon                                                                    | 19"85         |
| 400 m (dettagli) | LaShawn Merritt                                                                                       | 44"06       | Jeremy Wariner                                                                               | 44"60       | Renny Quow                                                                          | 45"02         |
| 800 m (dettagli) | Mbulaeni Mulaudzi                                                                                     | 1'45"29     | Alfred Kirwa Yego                                                                            | 1'45"35     | Yusuf Saad Kamel                                                                    | 1'45"35       |
| 1 500 m (dettagli) | Yusuf Saad Kamel                                                                                      | 3'35"93     | Deresse Mekonnen                                                                             | 3'36"01     | Bernard Lagat                                                                       | 3'36"20       |
| 5 000 m (dettagli) | Kenenisa Bekele                                                                                       | 13'17"09    | Bernard Lagat                                                                                | 13'17"33    | James Kwalia                                                                        | 13'17"78      |
| 10 000 m (dettagli) | Kenenisa Bekele                                                                                       | 26'46"31    | Zersenay Tadese                                                                              | 26'50"12    | Moses Ndiema Masai                                                                  | 26'57"39      |
| Corse a ostacoli | |             |                                                                                              |             |                                                                                     |               |
| 110 hs (dettagli) | Ryan Brathwaite                                                                                       | 13"14       | Terrence Trammell                                                                            | 13"15       | David Payne                                                                         | 13"15         |
| 400 hs (dettagli) | Kerron Clement                                                                                        | 47"91       | Javier Culson                                                                                | 48"09       | Bershawn Jackson                                                                    | 48"23         |
| 3 000 siepi (dettagli) | Ezekiel Kemboi                                                                                        | 8'00"43     | Richard Mateelong                                                                            | 8'00"89     | Bouabdellah Tahri                                                                   | 8'01"18       |
| Prove su strada | |             |                                                                                              |             |                                                                                     |               |
| Maratona (dettagli) | Abel Kirui                                                                                            | 2h06'54"    | Emmanuel Mutai                                                                               | 2h07'48"    | Tsegay Kebede                                                                       | 2h08'35"      |
| Marcia 20 km (dettagli) | Wang Hao                                                                                              | 1h19'06"    | Éder Sánchez                                                                                 | 1h19'22"    | Giorgio Rubino                                                                      | 1h19'50"      |
| Marcia 50 km (dettagli) | Trond Nymark                                                                                          | 3h41'16"    | Jesús Ángel García                                                                           | 3h41'37"    | Grzegorz Sudoł                                                                      | 3h42'34"      |
| Salti | |             |                                                                                              |             |                                                                                     |               |
| Salto con l'asta (dettagli) | Steve Hooker                                                                                          | 5,90 m      | Romain Mesnil                                                                                | 5,85 m      | Renaud Lavillenie                                                                   | 5,80 m        |
| Salto in alto (dettagli) | Jaroslav Rybakov                                                                                      | 2,32 m      | Kyriakos Iōannou                                                                             | 2,32 m      | Sylwester Bednarek Raúl Spank                                                       | 2,32 m 2,32 m |
| Salto in lungo (dettagli) | Dwight Phillips                                                                                       | 8,54 m      | Godfrey Khotso Mokoena                                                                       | 8,47 m      | Mitchell Watt                                                                       | 8,37 m        |
| Salto triplo (dettagli) | Phillips Idowu                                                                                        | 17,73 m     | Nelson Évora                                                                                 | 17,55 m     | Alexis Copello                                                                      | 17,36 m       |
| Lanci | |             |                                                                                              |             |                                                                                     |               |
| Getto del peso (dettagli) | Christian Cantwell                                                                                    | 22,03 m     | Tomasz Majewski                                                                              | 21,91 m     | Ralf Bartels                                                                        | 21,37 m       |
| Lancio del disco (dettagli) | Robert Harting                                                                                        | 69,43 m     | Piotr Małachowski                                                                            | 69,15 m     | Gerd Kanter                                                                         | 66,88 m       |
| Lancio del martello (dettagli) | Primož Kozmus                                                                                         | 80,84 m     | Szymon Ziółkowski                                                                            | 79,30 m     | Aleksey Zagornyi                                                                    | 78,09 m       |
| Lancio del giavellotto (dettagli) | Andreas Thorkildsen                                                                                   | 89,59 m     | Guillermo Martínez                                                                           | 86,41 m     | Yukifumi Murakami                                                                   | 82,97 m       |
| Prove multiple | |             |                                                                                              |             |                                                                                     |               |
| Decathlon (dettagli) | Trey Hardee                                                                                           | 8 790 p.    | Leonel Suárez                                                                                | 8 640 p.    | Aleksandr Pogorelov                                                                 | 8 528 p.      |
| Staffette | |             |                                                                                              |             |                                                                                     |               |
| Staffetta 4×100 m (dettagli) | Giamaica Steve Mullings Michael Frater Usain Bolt Asafa Powell Dwight Thomas Lerone Clarke            | 37"31       | Trinidad e Tobago Darrel Brown Marc Burns Emmanuel Callender Richard Thompson Keston Bledman | 37"62       | Gran Bretagna Simeon Williamson Tyrone Edgar Marlon Devonish Harry Aikines-Aryeetey | 38"02         |
| Staffetta 4×400 m (dettagli) | Stati Uniti Angelo Taylor Jeremy Wariner Kerron Clement LaShawn Merritt Lionel Larry Bershawn Jackson | 2'57"86     | Gran Bretagna Conrad Williams Michael Bingham Robert Tobin Martyn Rooney David Greene        | 3'00"53     | Australia John Steffensen Ben Offereins Tristan Thomas Sean Wroe Joel Milburn       | 3'00"90       |
| record mondiale; record mondiale stagionale; record africano; record asiatico; record europeo; record nord-centroamericano e caraibico; record sudamericano; record oceaniano; record dei campionati; record nazionale; record personale; record personale stagionale. | |             |                                                                                              |             |                                                                                     |               |

### Donne
| Specialità | Oro                                                                                                | Prestazione | Argento                                                                                          | Prestazione   | Bronzo                                                                               | Prestazione   |
| Corse piane | |             |                                                                                                  |               |                                                                                      |               |
| 100 m (dettagli) | Shelly-Ann Fraser-Pryce                                                                            | 10"73       | Kerron Stewart                                                                                   | 10"75         | Carmelita Jeter                                                                      | 10"90         |
| 200 m (dettagli) | Allyson Felix                                                                                      | 22"02       | Veronica Campbell                                                                                | 22"35         | Debbie Ferguson-McKenzie                                                             | 22"41         |
| 400 m (dettagli) | Sanya Richards                                                                                     | 49"00       | Shericka Williams                                                                                | 49"32         | Antonina Krivoshapka                                                                 | 49"71         |
| 800 m (dettagli) | Caster Semenya                                                                                     | 1'55"45     | Janeth Jepkosgei                                                                                 | 1'57"90       | Jennifer Meadows                                                                     | 1'57"93       |
| 1 500 m (dettagli) | Maryam Yusuf Jamal                                                                                 | 4'03"74     | Lisa Dobriskey                                                                                   | 4'03"75       | Shannon Rowbury                                                                      | 4'04"18       |
| 5 000 m (dettagli) | Vivian Cheruiyot                                                                                   | 14'57"97    | Sylvia Kibet                                                                                     | 14'58"33      | Meseret Defar                                                                        | 14'58"41      |
| 10 000 m (dettagli) | Linet Masai                                                                                        | 30'51"24    | Meselech Melkamu                                                                                 | 30'51"34      | Wude Ayalew                                                                          | 30'51"95      |
| Corse a ostacoli | |             |                                                                                                  |               |                                                                                      |               |
| 100 hs (dettagli) | Brigitte Foster-Hylton                                                                             | 12"51       | Priscilla Lopes-Schliep                                                                          | 12"54         | Delloreen Ennis-London                                                               | 12"55         |
| 400 hs (dettagli) | Melaine Walker                                                                                     | 52"42       | Lashinda Demus                                                                                   | 52"96         | Josanne Lucas                                                                        | 53"20         |
| 3 000 siepi (dettagli) | Julija Zarudneva                                                                                   | 9'08"39     | Milcah Chemos Cheywa                                                                             | 9'08"57       | Gulnara Samitova-Galkina                                                             | 9'11"09       |
| Prove su strada | |             |                                                                                                  |               |                                                                                      |               |
| Maratona (dettagli) | Bai Xue                                                                                            | 2h25'15"    | Yoshimi Ozaki                                                                                    | 2h25'25"      | Aselefech Mergia                                                                     | 2h25'32"      |
| Marcia 20 km (dettagli) | Olive Loughnane                                                                                    | 1h28'58"    | Liu Hong                                                                                         | 1h29'10"      | Anisya Kirdyapkina                                                                   | 1h30'09"      |
| Salti | |             |                                                                                                  |               |                                                                                      |               |
| Salto con l'asta (dettagli) | Anna Rogowska                                                                                      | 4,75 m      | Chelsea Johnson Monika Pyrek                                                                     | 4,65 m 4,65 m | Non assegnato                                                                        | Non assegnato |
| Salto in alto (dettagli) | Blanka Vlašić                                                                                      | 2,04 m      | Ariane Friedrich                                                                                 | 2,02          | Antonietta di Martino                                                                | 1,99 m        |
| Salto in lungo (dettagli) | Brittney Reese                                                                                     | 7,10 m      | Karin Mey Melis                                                                                  | 6,80 m        | Naide Gomes                                                                          | 6,77 m        |
| Salto triplo (dettagli) | Yargelis Savigne                                                                                   | 14,95 m     | Mabel Gay                                                                                        | 14,61 m       | Anna Pyatykh                                                                         | 14,58 m       |
| Lanci | |             |                                                                                                  |               |                                                                                      |               |
| Getto del peso (dettagli) | Valerie Adams-Vili                                                                                 | 20,44 m     | Nadine Kleinert                                                                                  | 20,20 m       | Lijiao Gong                                                                          | 19,89 m       |
| Lancio del disco (dettagli) | Dani Samuels                                                                                       | 65,44 m     | Yarelys Barrios                                                                                  | 65,31 m       | Nicoleta Grasu                                                                       | 65,20 m       |
| Lancio del martello (dettagli) | Anita Włodarczyk                                                                                   | 77,96 m     | Betty Heidler                                                                                    | 77,12 m       | Martina Hrašnová                                                                     | 74,79 m       |
| Lancio del giavellotto (dettagli) | Steffi Nerius                                                                                      | 67,30 m     | Barbora Špotáková                                                                                | 66,42 m       | Monica Stoian                                                                        | 64,51 m       |
| Prove multiple | |             |                                                                                                  |               |                                                                                      |               |
| Eptathlon (dettagli) | Jessica Ennis                                                                                      | 6 731 p.    | Jennifer Oeser                                                                                   | 6 493 p.      | Kamila Chudzik                                                                       | 6 471 p.      |
| Staffette | |             |                                                                                                  |               |                                                                                      |               |
| Staffetta 4×100 m (dettagli) | Giamaica Simone Facey Shelly-Ann Fraser Aleen Bailey Kerron Stewart                                | 42"06       | Bahamas Sheniqua Ferguson Chandra Sturrup Christine Amertil Debbie Ferguson-McKenzie             | 42"29         | Germania Marion Wagner Anne Möllinger Cathleen Tschirch Verena Sailer                | 42"87         |
| Staffetta 4×400 m (dettagli) | Stati Uniti Debbie Dunn Allyson Felix Lashinda Demus Sanya Richards Natasha Hastings Jessica Beard | 3'17"83     | Giamaica Rosemarie Whyte Novlene Williams-Mills Shereefa Lloyd Shericka Williams Kaliese Spencer | 3'21"15       | Regno Unito Lee McConnell Christine Ohuruogu Vicki Barr Nicola Sanders Jenny Meadows | 3'25"16       |
| record mondiale; record mondiale stagionale; record africano; record asiatico; record europeo; record nord-centroamericano e caraibico; record sudamericano; record oceaniano; record dei campionati; record nazionale; record personale; record personale stagionale. | |             |                                                                                                  |               |                                                                                      |               |

## Medagliere

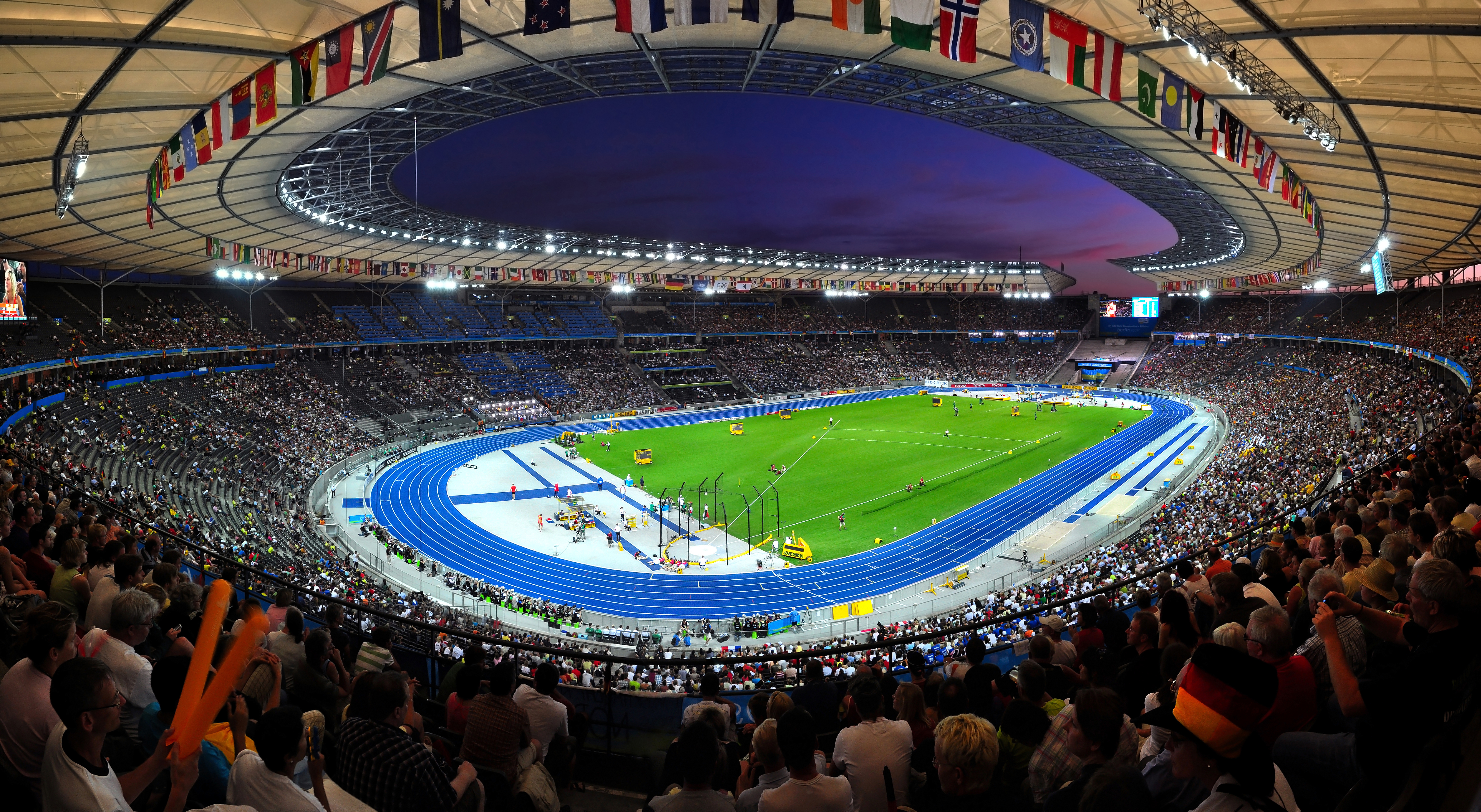
Vista interna dell'Olympiastadion durante lo svolgimento dei mondiali.

| Posizione | Paese             | Oro | Argento | Bronzo | Totale |
| --------- | ----------------- | --- | ------- | ------ | ------ |
| 1         | Stati Uniti       | 10  | 6       | 6      | 22     |
| 2         | Giamaica          | 7   | 4       | 2      | 13     |
| 3         | Kenya             | 4   | 6       | 1      | 11     |
| 4         | Polonia           | 2   | 4       | 3      | 8      |
| 5         | Germania          | 2   | 3       | 4      | 9      |
| 4         | Russia            | 2   | 2       | 7      | 11     |
| 7         | Etiopia           | 2   | 2       | 4      | 8      |
| 8         | Regno Unito       | 2   | 2       | 3      | 7      |
| 9         | Cina              | 2   | 1       | 1      | 3      |
| 10        | Sudafrica         | 2   | 1       | 0      | 3      |
| 11        | Australia         | 2   | 0       | 2      | 4      |
| 12        | Bahrein           | 2   | 0       | 1      | 3      |
| 13        | Norvegia          | 2   | 0       | 0      | 2      |
| 14        | Cuba              | 1   | 4       | 1      | 6      |
| 15        | Barbados          | 1   | 0       | 0      | 1      |
| 15        | Croazia           | 1   | 0       | 0      | 1      |
| 15        | Irlanda           | 1   | 0       | 0      | 1      |
| 15        | Nuova Zelanda     | 1   | 0       | 0      | 1      |
| 15        | Slovenia          | 1   | 0       | 0      | 1      |
| 20        | Francia           | 0   | 1       | 2      | 3      |
| 20        | Trinidad e Tobago | 0   | 1       | 2      | 3      |
| 22        | Bahamas           | 0   | 1       | 1      | 2      |
| 22        | Giappone          | 0   | 1       | 1      | 2      |
| 24        | Canada            | 0   | 1       | 0      | 1      |
| 24        | Cipro             | 0   | 1       | 0      | 1      |
| 24        | Eritrea           | 0   | 1       | 0      | 1      |
| 24        | Messico           | 0   | 1       | 0      | 1      |
| 24        | Panama            | 0   | 1       | 0      | 1      |
| 24        | Porto Rico        | 0   | 1       | 0      | 1      |
| 24        | Portogallo        | 0   | 1       | 0      | 1      |
| 24        | Rep. Ceca         | 0   | 1       | 0      | 1      |
| 24        | Spagna            | 0   | 1       | 0      | 1      |
| 33        | Italia            | 0   | 0       | 2      | 2      |
| 33        | Estonia           | 0   | 0       | 1      | 1      |
| 33        | Qatar             | 0   | 0       | 1      | 1      |
| 33        | Romania           | 0   | 0       | 1      | 1      |
| 33        | Slovacchia        | 0   | 0       | 1      | 1      |
| 33        | Turchia           | 0   | 0       | 1      | 1      |
| Totale    | Totale            | 47  | 48      | 48     | 143    |

## Classifica a punti
Questa classifica è calcolata tenendo conto dei finalisti di ogni gara (i primi 8).
| Posizione | Paese             | Punti |
| --------- | ----------------- | ----- |
| 1         | Stati Uniti       | 231   |
| 2         | Russia            | 154   |
| 3         | Giamaica          | 136   |
| 4         | Kenya             | 120   |
| 5         | Germania          | 104   |
| 6         | Etiopia           | 88    |
| 7         | Regno Unito       | 81    |
| 8         | Polonia           | 73    |
| 9         | Cuba              | 51    |
| 10        | Cina              | 50    |
| 11        | Australia         | 45    |
| 12        | Francia           | 41    |
| 13        | Trinidad e Tobago | 32    |
| 14        | Spagna            | 29    |
| 14        | Ucraina           | 29    |
| 16        | Bahamas           | 27    |
| 16        | Giappone          | 27    |
| 18        | Sudafrica         | 23    |
| 19        | Bahrein           | 22    |
| 19        | Italia            | 22    |